# Renonus rubraviridis
Renonus rubraviridis är en insektsart som beskrevs av Delong 1959. Renonus rubraviridis ingår i släktet Renonus och familjen dvärgstritar. Inga underarter finns listade i Catalogue of Life.